# Ulica Jana Kilińskiego w Częstochowie
Ulica Jana Kilińskiego – ulica w Częstochowie położona w Śródmieściu i na Tysiącleciu.
Na przeważającym odcinku jest to droga jednokierunkowa. Stanowi jeden ciąg komunikacyjny z ulicą Śląską, ruch w przeciwnym kierunku odbywa się równoległymi ulicami Dąbrowskiego i Nowowiejskiego. Ten układ ulic stanowi tranzyt przez centrum miasta w osi północ–południe. Numeracja posesji rozpoczyna się na placu Biegańskiego. Długość ulicy wynosi ok. 1,9 km. Jest to o 400 m więcej od długości równoległej ulicy Dąbrowskiego. Odcinek, wzdłuż którego nie przebiega ulica Dąbrowskiego (na północ od ulicy Dekabrystów), jest dwukierunkowy.

## Obiekty
Przy ulicy Kilińskiego znajdują się między innymi takie obiekty, jak:
- 1 – Kościół św. Jakuba[4]
- 15 – Teatr im. Adama Mickiewicza
- 62 – II Liceum Ogólnokształcące im. Romualda Traugutta